# Милаковац
Милаковац је насељено место града Краљева у Рашком округу. Према попису из 2022. било је 398 становника.

## Демографија
У насељу Милаковац живи 494 пунолетна становника, а просечна старост становништва износи 44,7 година (44,6 код мушкараца и 44,7 код жена). У насељу има 172 домаћинства, а просечан број чланова по домаћинству је 3,45.
Ово насеље је великим делом насељено Србима (према попису из 2002. године), а у последња три пописа, примећен је пад у броју становника.
|  |

| Демографија | Демографија | Демографија |
| Година      | Становника  | Становника  |
| ----------- | ----------- | ----------- |
| 1948.       | 864         |             |
| 1953.       | 894         |             |
| 1961.       | 839         |             |
| 1971.       | 760         |             |
| 1981.       | 700         |             |
| 1991.       | 680         | 661         |
| 2002.       | 593         | 609         |

| Етнички састав према попису из 2002.‍ | Етнички састав према попису из 2002.‍ | Етнички састав према попису из 2002.‍ | Етнички састав према попису из 2002.‍ | Етнички састав према попису из 2002.‍ |
| ------------------------------------ | ------------------------------------ | ------------------------------------ | ------------------------------------ | ------------------------------------ |
|                                      |                                      |                                      |                                      |                                      |
| Срби                                 | Срби                                 |                                      | 587                                  | 98,98%                               |
| Немци                                | Немци                                |                                      | 1                                    | 0,16%                                |
| непознато                            | непознато                            |                                      | 5                                    | 0,84%                                |

| Година пописа     | 1948. | 1953. | 1961. | 1971. | 1981. | 1991. | 2002. |
| ----------------- | ----- | ----- | ----- | ----- | ----- | ----- | ----- |
| Број домаћинстава | 146   | 148   | 177   | 188   | 189   | 191   | 172   |

| Број чланова      | 1  | 2  | 3  | 4  | 5  | 6  | 7 | 8 | 9 | 10 и више | Просек |
| ----------------- | -- | -- | -- | -- | -- | -- | - | - | - | --------- | ------ |
| Број домаћинстава | 30 | 43 | 26 | 21 | 16 | 25 | 8 | 2 | 0 | 1         | 3,45   |

| Пол    | Укупно | Неожењен/Неудата | Ожењен/Удата | Удовац/Удовица | Разведен/Разведена | Непознато |
| ------ | ------ | ---------------- | ------------ | -------------- | ------------------ | --------- |
| Мушки  | 252    | 61               | 171          | 16             | 4                  | 0         |
| Женски | 258    | 32               | 179          | 45             | 1                  | 1         |
| УКУПНО | 510    | 93               | 350          | 61             | 5                  | 1         |

| Пол    | Укупно                    | Пољопривреда, лов и шумарство | Рибарство                            | Вађење руде и камена | Прерађивачка индустрија       |
| ------ | ------------------------- | ----------------------------- | ------------------------------------ | -------------------- | ----------------------------- |
| Мушки  | 126                       | 47                            | 0                                    | 0                    | 29                            |
| Женски | 70                        | 46                            | 0                                    | 0                    | 8                             |
| УКУПНО | 196                       | 93                            | 0                                    | 0                    | 37                            |
| Пол    | Производња и снабдевање   | Грађевинарство                | Трговина                             | Хотели и ресторани   | Саобраћај, складиштење и везе |
| Мушки  | 1                         | 16                            | 8                                    | 0                    | 13                            |
| Женски | 0                         | 1                             | 7                                    | 0                    | 1                             |
| УКУПНО | 1                         | 17                            | 15                                   | 0                    | 14                            |
| Пол    | Финансијско посредовање   | Некретнине                    | Државна управа и одбрана             | Образовање           | Здравствени и социјални рад   |
| Мушки  | 1                         | 0                             | 3                                    | 0                    | 0                             |
| Женски | 0                         | 1                             | 0                                    | 1                    | 3                             |
| УКУПНО | 1                         | 1                             | 3                                    | 1                    | 3                             |
| Пол    | Остале услужне активности | Приватна домаћинства          | Екстериторијалне организације и тела | Непознато            | Непознато                     |
| Мушки  | 3                         | 0                             | 0                                    | 5                    | 5                             |
| Женски | 0                         | 0                             | 0                                    | 2                    | 2                             |
| УКУПНО | 3                         | 0                             | 0                                    | 7                    | 7                             |